# Oricoruna
Oricoruna is een geslacht van vliesvleugeligen uit de familie Pteromalidae. De wetenschappelijke naam van dit geslacht is voor het eerst geldig gepubliceerd in 1979 door Boucek.

## Soorten
Het geslacht Oricoruna omvat de volgende soorten:
- Oricoruna arcotensis (Mani & Kurian, 1953)
- Oricoruna orientalis (Crawford, 1910)